# Petržalka

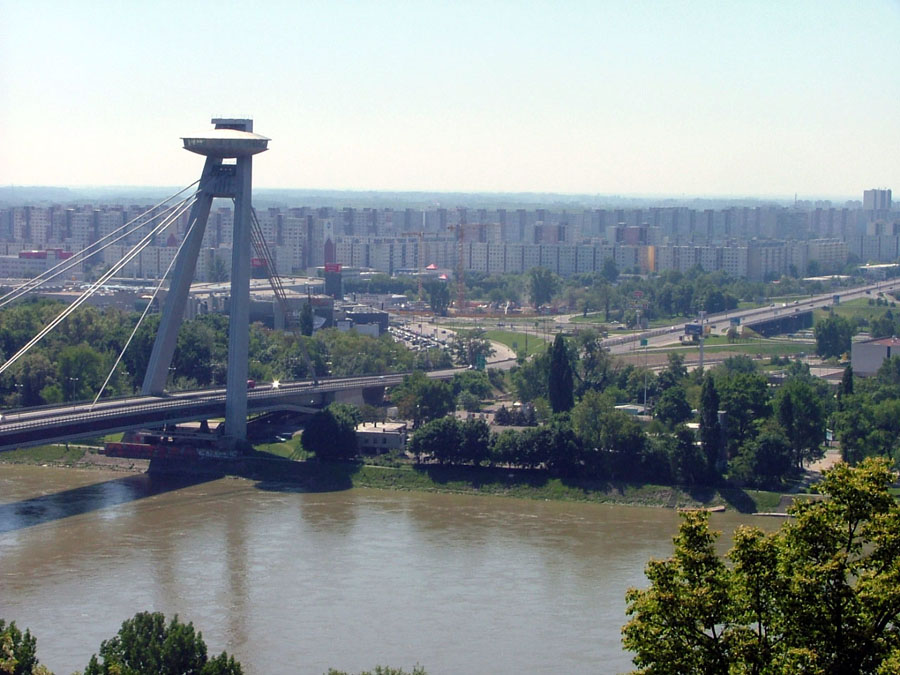

Petržalka är en förort till Bratislava, i Slovakien, som ligger centralt väster om Donau. Petržalka uppbyggdes under 1970-talet och består av hyreshuskomplex. Petržalka gränsar i väster till Österrike.